# Filip Adwent
Filip Stanisław Adwent (31. srpna 1955 Štrasburk – 26. června 2005 Varšava) byl polský lékař a politik, poslanec Evropského parlamentu v letech 2004–2005.

## Životopis
Filip Adwent byl potomkem polských emigrantů, kteří žili ve Francii. Sám se do Polska natrvalo vrátil až v roce 1996, kdy žil v Grodzisku Mazowieckém. Do té doby pracoval jako anesteziolog ve francouzských nemocnicích.
Vystudoval medicínu (obor anesteziologie a intenzivní péče) na štrasburské univerzitě. V roce 2004 absolvoval postgraduální studium ochrany životního prostředí na Varšavské univerzitě přírodních věd.  Od roku 1983 téměř patnáct let organizoval humanitární pomoc obyvatelům Jaroslawi, Přemyšle a Řešova, v roce 1995 mu za to ministr zdravotnictví udělil čestný odznak „Za zásluhy o ochranu zdraví“.

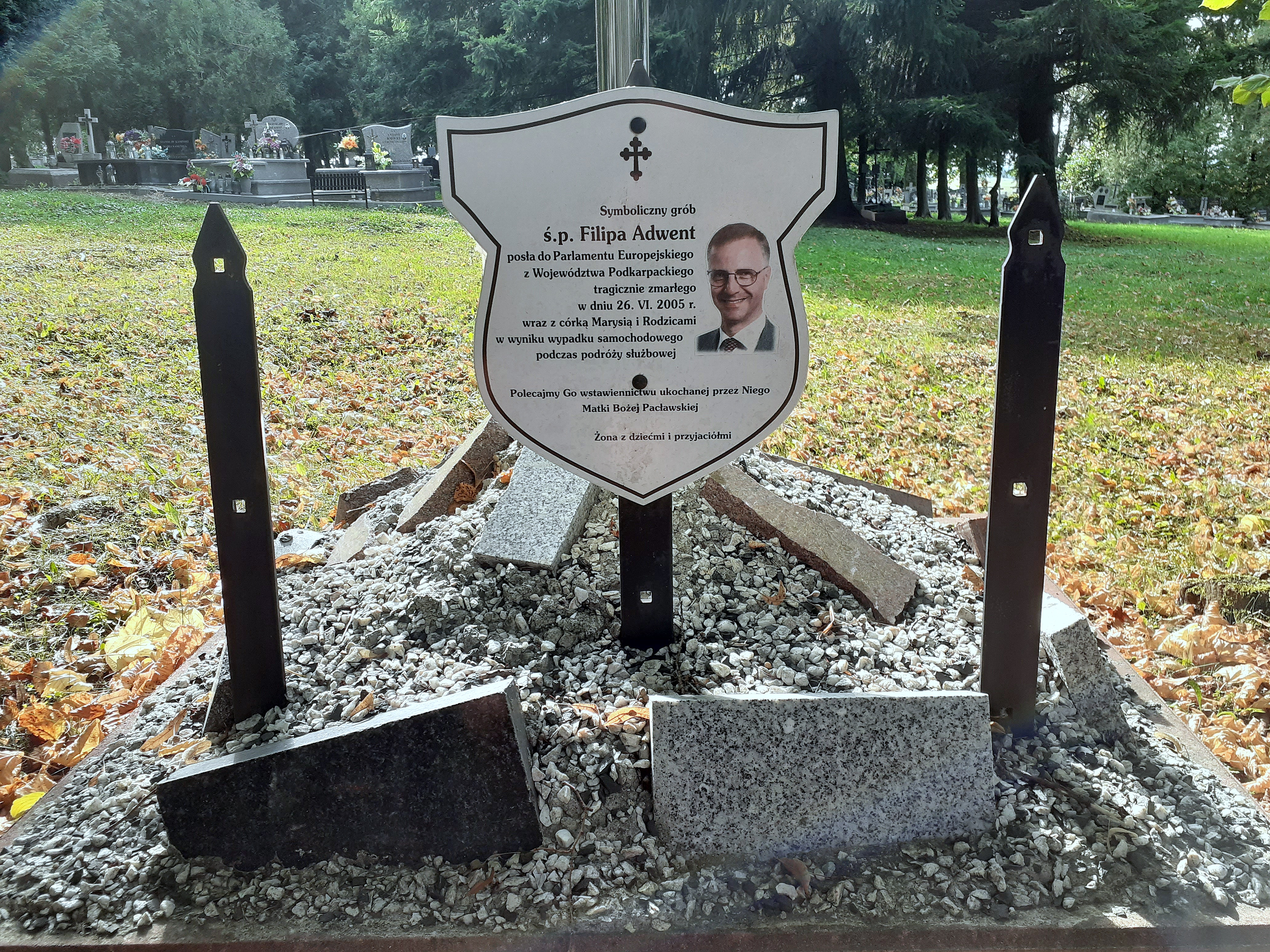
Symbolický hrob Filipa Adwenta v Kalwarii Pacławské

V letech 2001 až 2002 byl členem polské pravicové strany Porozumienie Polskie. V parlamentních volbách v roce 2001 neúspěšně kandidoval do Sejmu na kandidátní listině Ligy polských rodin v obvodu Varšava. V červnu 2004 byl za Podkarpatské vojvodství zvolen poslancem Evropského parlamentu, opět z kandidátní listiny Ligy polských rodin. V parlamentu působil ve frakci Nezávislost / Demokracie. Kromě polštiny hovořil francouzsky, anglicky, německy a rusky. Byl silným euroskeptikem, vydal mimo jiné knihu Proč je Evropská unie pro Polsko zhouba.

### Úmrtí
Dne 18. června 2005 byl vážně zraněn při automobilové nehodě u městečka Grójec poblíž Varšavy. Osm dní na to na následky svého zranění ve Varšavě zemřel. Při nehodě přišli o život i oba Adwentovi rodiče a jeho devatenáctiletá dcera Maria. Viníkem nehody byl řidič nákladního automobilu, který nečekaně vjel do protisměru a narazil do europoslancova vozidla, v následném procesu byl muž odsouzen k 5 letům odnětí svobody.
Adwent je pohřben na hřbitově v Milanówku, jeho symbolický hrob byl umístěn na hřbitově ve vesnici Kalwaria Pacławska na jihovýchodě Polska.